# Nová Ves (district de Brno-Campagne)
Pour les articles homonymes, voir Nová Ves.
Nová Ves (en allemand : Neudorf) est une commune du district de Brno-Campagne, dans la région de Moravie-du-Sud, en Tchéquie. Sa population s'élevait à 801 habitants en 2020.

## Géographie
Nová Ves se trouve à 7 km au nord de Moravský Krumlov, à 24 km à l'ouest-sud-ouest de Brno et à 173 km au sud-est de Prague.
La commune est limitée par Čučice au nord, par Oslavany au nord et au nord-ouest, par Ivančice à l'est et au sud, par Biskoupky au sud-ouest et par Senorady au nord-ouest.

## Histoire
La fondation de la localité remonterait à 1410.